# Degeneracija makule
Degeneracija makule, znana tudi kot starostna degeneracija rumene pege (AMD ali ARMD - Age-Related Macular Degeneration), je zdravstveno stanje, ki lahko povzroči zameglitev ali odsotnost vida v središču vidnega polja. Bolezen se pogosto začne brez simptomov, sčasoma pa pri nekaterih prizadetih pride do postopnega poslabšanja vida na enem ali na obeh očesih. Čeprav ne pride do popolne slepote, je zaradi izgube središčnega vida težko prepoznati obraze, voziti avto, brati ali opravljati druge vsakodnevne dejavnosti. Pojavijo se lahko tudi vidne halucinacije, vendar pri tem ne gre za duševno motnjo.
Degeneracija rumene pege se običajno pojavlja pri starejših ljudeh. Pomembno vlogo igrajo genetski dejavniki in kajenje. Vzrok je poškodba makule na mrežnici. Za preprečevanje bolezni so koristni telesna dejavnost, uravnotežena prehrana in izogibanje kajenju. Antioksidativni vitamini in minerali se niso izkazali kot učinkovita preventiva. Diagnoza zahteva celovit očesni pregled. Glede na resnost stanja razlikujemo zgodnjo, vmesno in pozno fazo. Pozna faza se dodatno deli v »suho« in »mokro« obliko; suha oblika predstavlja 90 % primerov. Pri mokri obliki se v oko vbrizga zdravilo anti-VEGF, manj pogosto pa se lahko poslabšanje upočasni z lasersko koagulacijo ali fotodinamično terapijo. Za že izgubljeni vid ni ne zdravila ne terapije. Prehranska dopolnila lahko upočasnijo napredovanje pri osebah, ki že imajo bolezen.
V letu 2010 je bilo po vsem svetu prizadetih 23,5 milijona ljudi. Leta 2013 je zmerno do hudo obliko bolezni imelo 13,4 milijona ljudi, tako da se je kot vzrok slepote degeneracija makule uvrstila na četrto mesto za sivo mreno, prezgodnjim rojstvom in glavkomom. Najpogosteje se pojavlja pri osebah, starejših od petdeset let; v ZDA je v tej starostni skupini najpogostejši vzrok za izgubo vida. Bolezen ima okoli 0,4 % oseb, starih od 50 do 60 let, 0,7 % oseb, starih od 60 do 70 let, 2,3 % oseb, starih od 70 do 80 let, in skoraj 12 % oseb, starih 80 let ali več.